# Aiolopus strepens
Aiolopus strepens är en insektsart som först beskrevs av Pierre André Latreille 1804.  Aiolopus strepens ingår i släktet Aiolopus och familjen gräshoppor.

## Underarter
Arten delas in i följande underarter:
- A. s. strepens
- A. s. chloroptera
- A. s. cyanoptera

## Bildgalleri

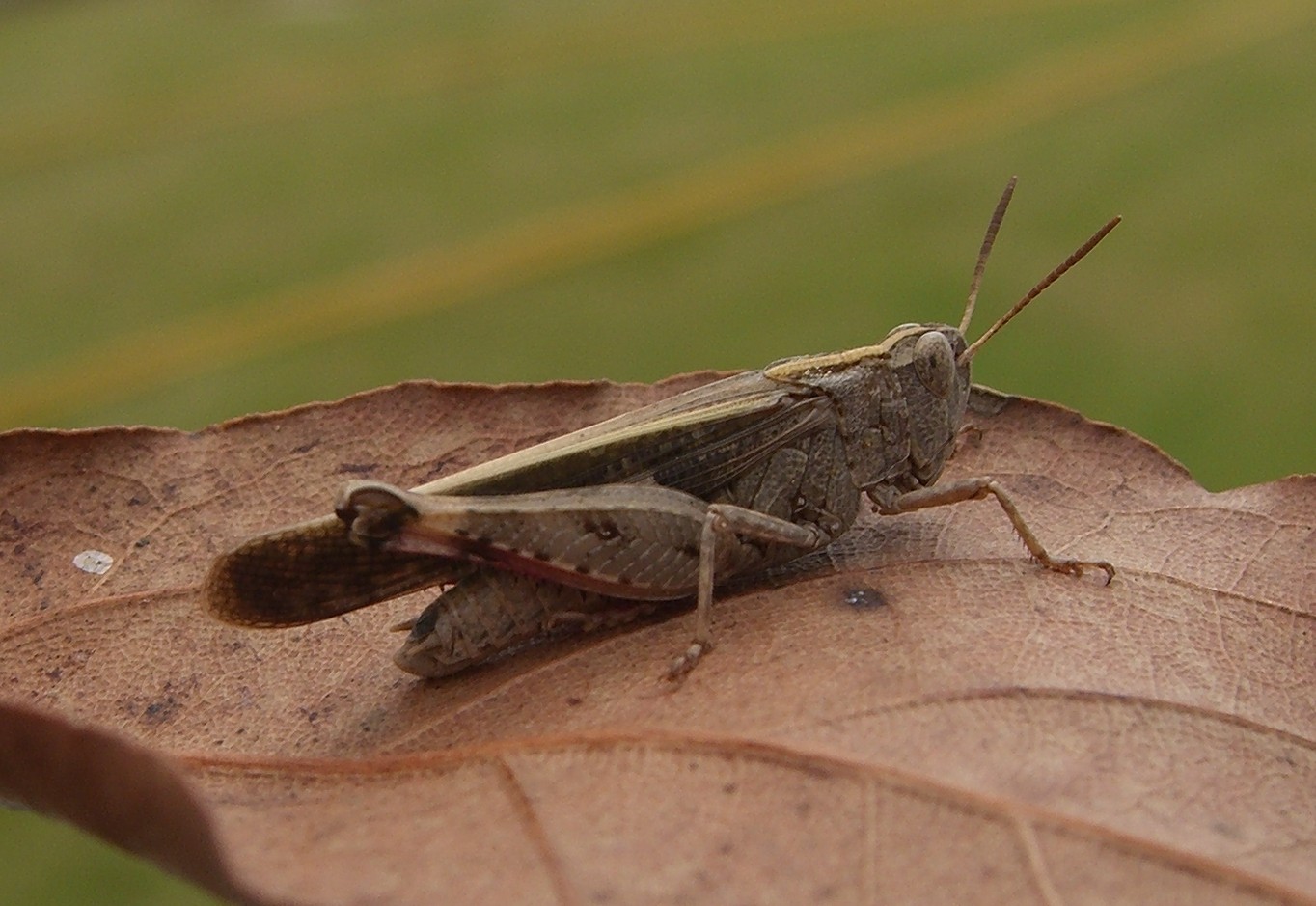
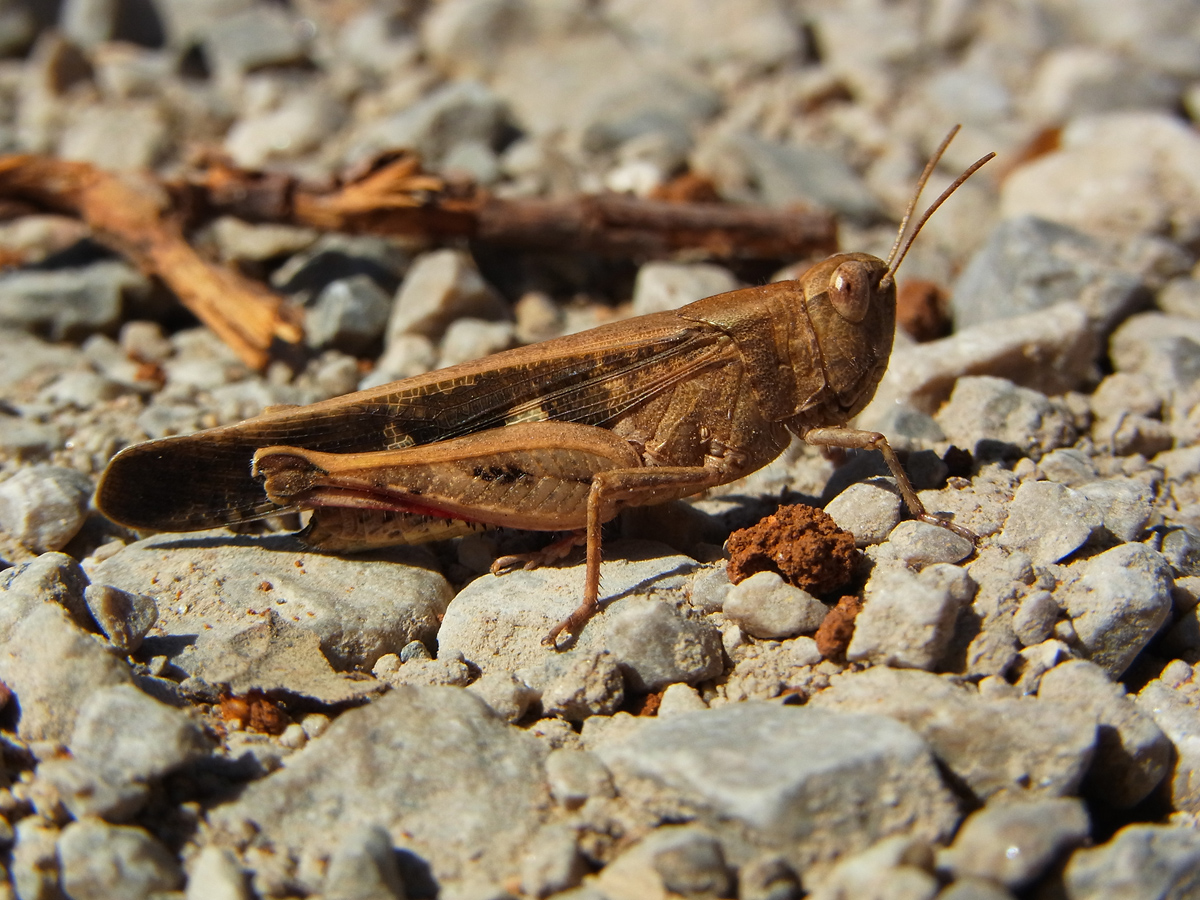
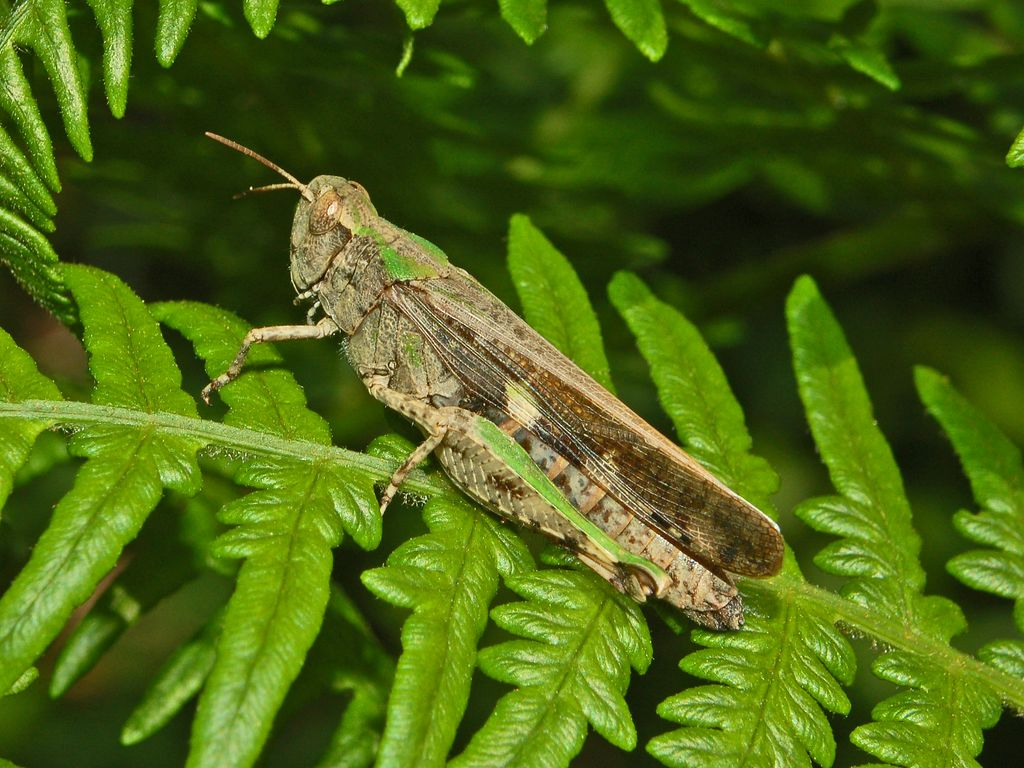